# Języki mindyjskie

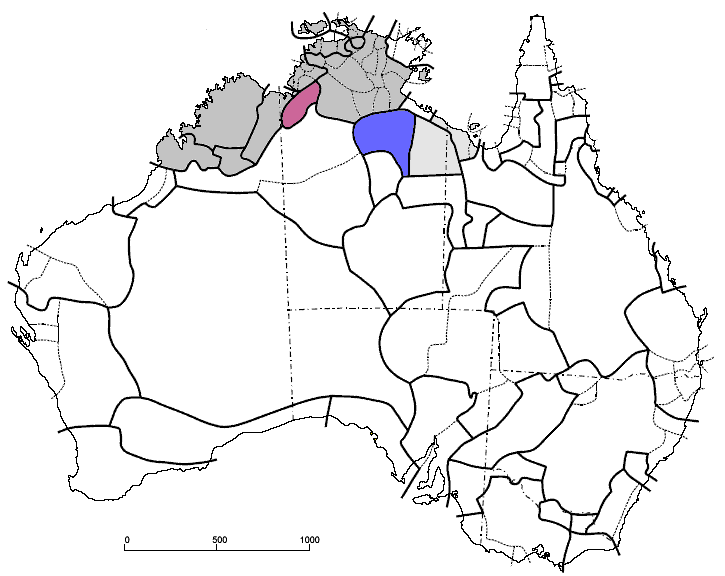
Występowanie języków na mapie Australii

Języki mindyjskie lub mirndyjskie – australijska rodzina językowa, skupiająca języki aborygeńskie, używane w północnej Australii.
Nazwa rodziny pochodzi od inkluzywnego zaimka liczby podwójnej my dwoje, który występuje (w formach mind- lub mirnd-) we wszystkich należących doń językach. 
Pierwszy raz zaproponowana przez Neila Chadwicka we wczesnych latach 80.

## Klasyfikacja
W skład rodziny wchodzą:
- grupa zachodnia lub jirram
  - nungali
  - dżamindżungańskie (składające się z języków: dżamindżung oraz ngaliwurru)
- grupa wschodnia lub Barkly
  - dżingulu
  - ngarnka
  - wambajski (składające się z języków: wambajskiego, gudandżi i binbinka)

Języki grupy zachodniej używają przedrostków, co jest charakterystyczne dla języków spoza rodziny pama-njungijskiej, z kolei grupa wschodnia nie używa ich, co jest typowe dla języków pama-njungijskich.